# Kenscoff
Kenscoff (en criollo haitiano Kenskòf) es una comuna de Haití que está situada en el distrito de Puerto Príncipe, del departamento de Oeste.

## Secciones
Está formado por las secciones de:
- Nouvelle Touraine
- Bongars
- Sourcailles (que abarca la villa de Kenscoff)
- Belle Fontaine
- Grand Fond

## Demografía
| Gráfica de evolución demográfica de Kenscoff entre 2009 y 2015 |
|                                                                |

Los datos demográficos contemplados en este gráfico de la comuna de Kenscoff son estimaciones que se han cogido de 2009 a 2015 de la página del Instituto Haitiano de Estadística e Informática (IHSI). 